# Metionina adenosiltransferasa
La metionina adenosiltransferasa (MAT) en una enzima que en conjunto con el ATP cataliza la formación S-Adenosilmetionina (SAM) a partir de adenosina trifosfato (ATP) y el aminoácido metionina. Durante esta reacción, se consume una molécula de ATP, metionina y agua y se genera un grupo fosfato libre, un difosfato y la S – Adenosil Metionina.
La principal función de la S-Adenosil metionina es transferir o donar grupos metilo para cumplir diferentes reacciones bioquímicas tales como la transmetilación, transsulfuración y aminopropilación. Una de las funciones específicas de la SAM es la biosíntesis de poliaminas. La Metionina adenosiltransferasa está codificada por dos genes, el gen MAT1A y el gen MAT2A. Es importante recalcar que el gen MAT1A se expresa principalmente en el hígado mientras que el MAT2A tiene un patrón de expresión disperso en todo el organismo.  

## Importancia
La S-adenosil metionina participa en la vía de síntesis de homocisteína a partir de la metionina. El déficit de Metionina adenosiltransferasa puede causar hipermetioninemia, una condición debida a cantidades elevadas de metionina por bloqueo de la ruta metabólica donde se sintetiza la S-adenosil metionina